# 小行星5379
小行星5379（5379 Abehiroshi）是一颗绕太阳运转的小行星，为主小行星带小行星。该小行星于1991年4月16日发现。

## 轨道参数
小行星5379的轨道半长轴为2.3957085 UA，离心率为0.0541401。